# Березняки (Лубенский район)
Березняки́ (укр. Березняки) — село, Хорольская городская община, Лубенский район, Полтавская область, Украина.
Население по переписи 2001 года составляло 884 человека.

## Географическое положение
Село Березняки находится на левом берегу реки Сула при впадении её притоки Рудка, выше по течению на расстоянии в 2,5 км расположено село Тарасовка, ниже по течению на расстоянии в 1,5 км расположено село Бурлаки, на противоположном берегу — село Мацкова Лучка. Река в этом месте извилистая и образует старицы (Кривая) и заболоченные озёра.

## История
- XVII век — село основано под названием Остров.
- 1812 — село упоминается под названием Бересняхи.
- Имеется на карте 1812 года[3]

## Экономика
- «Им. 1-го Мая», сельскохозяйственный ПК.

## Объекты социальной сферы
- Школа.
- Дом культуры.

## Известные люди, родившиеся в селе
- Онищенко Борис Григорьевич — советский, украинский спортсмен по современному пятиборью. Олимпийский чемпион (1972).